# Ricarson Dorcé
Ricarson Dorcé, né à Petit-Goâve le 23 mai 1987, est poète, journaliste, écrivain. Il est spécialiste du Patrimoine Culturel immatériel. Il est docteure en ethnologie et Patrimoine, membre de chaire de recherche en en Patrimoine ethnologique au Canada et aussi professeur à l'Université d'Etat d'Haiti (UEH). Il a travaillé aussi a l'UNESCO. Il est Directeur de Cabinet du Ministère Des Affaires Etrangères (MAE) depuis 17 Juin 2024 dont la Ministre est Dominique Dupuy. 

## Biographie
Ricarson Dorcé, est originaire de Petit-Goâve dans le Département de l'Ouest. Issue d'une famille chrétienne, il a passé toute son enfance dans sa ville natale. Il a contribué a l'inscription de plusieurs éléments cultures haitiens sur la liste de Patrimoine immatériel notamment la Soupe au Giraumon "Soup joumou", la Cassave et le Konpa.   

### Parcours académique
Il est formé en Droit et en Communication sociale et en psychologie. Aussi maître en Histoire, mémoire et patrimoine et en Sciences du développement. Il a fait des études en Doctorat en Ethnologie et Patrimoine de l'Université Laval.  

### Carrière
Ricarson Dorcé est un écrivain et poète haïtien actif dans divers collectifs littéraires et universitaires. Il est membre du Collectif des Universitaires Citoyens et de l'Atelier Jeudi Soir.  Ses textes sont publiés dans des revues et éditions haïtiennes et étrangeres. Son premier œuvre est "Journal d'un communiste amoureux" marque le début de sa carrière littéraire. 
En août 2014, Dorcé a été résident au Château du Pont d’Oye en Belgique. Il a engagement dirigé le projet "Livre participatif sur les femmes haïtiennes dans l'histoire" contribuant ainsi à la valorisation de la mémoire des femmes dans la société haïtienne.
Il a aussi participé dans des ouvrages collectifs, notamment Écrits pour conjurer la honte publié en 2013 sous la direction de Lyonel Trouillot.
Il est également l'auteur de « Briganday Lakansyèl » aux éditions de l'Atelier Jeudi soir. Ce livre a été présenté le 22 octobre 2013 à l'occasion de la journée internationale de la langue créole. 
En novembre 2020,ce même titre "Briganday Lakansyèl" a été l'un des livres à l'honneur à la septième édition de Marathon du Livre à Petit-Goâve. Dans ce recueil, l'auteur fait ressortir son amour pour le vodou et la haine pour la servitude ou le colonialisme et fait découvrir le combat de la vie sous ses différentes couleurs. Dans cet ouvrage, Dorcé exprime son amour pour le vodou et sa révolte contre la servitude et le colonialisme, abordant le combat de la vie sous ses multiples facettes et dénonçant la "briganday" de certains hommes du peuple.

## Œuvres
- Un poète est un chien, éd. Edilivre, France, 2012
- Journal d'un communiste amoureux, JEBCA Editions.[3]
- La prostitution au propre et au figuré, éd. Edilivre, France, 2012.
- Je suis un poète afro-caraïbéen, Le chasseur abstrait éditeur, mai 2013[11],[12]
- Tchaka Gede, éd. Perle Des Antilles, États-Unis, 2014.
- Les saisons de la nuit, éd. dhArt, Québec/Canada, 2014
- "Briganday Lakansyèl", Atelier Jeudi soir
- Co-directeur de Portraits de femmes militantes haitiennes

### Collectifs
- Écrits pour conjurer la honte, sous la direction de Lyonel Trouillot, Atelier Jeudi soir, 2013[13].
- Communication politique et Parlement haïtien. La CPP, à cinq ans de distance, sous la direction du sociologue Hérold TOUSSAINT
- Petit-Goâve (Ayiti), 350 ans et plus : une anthologie » sous sa coordination avec l'appui du psychiatre Gérard Serge HYACINTHE

## Distinctions
- Son livre "Briganday Lakansyèl" a été l'un des livres à l'honneur à la septième édition de Marathon du Livre en novembre 2020[10],[14].

## Liens Externes
1. Covid19-Culture-Haiti : entre menace et force de redécollage, le point de vue de Ricarson Dorcé, spécialiste en patrimoine immatériel
2. L'universitaire-citoyen d'Haïti